# The Business (Film)
The Business (engl. für: Das Geschäft) ist ein britischer Gangsterfilm aus dem Jahr 2005. Das Drehbuch wurde von Nick Love geschrieben, produziert wurde der Film von Allan Niblo und James Richardson.

## Handlung
Die Handlung spielt in den frühen 1980er Jahren während der Thatcher-Ära: Der Brite Frankie aus dem Londoner Stadtteil Peckham flieht vor der Polizei, da er im Streit seinen gewalttätigen Stiefvater umgebracht hat. Freunde besorgen ihm einen Job: Er liefert ein Geldpäckchen an den weltgewandten Ex-Bankräuber Charlie, der in Andalusien an der Costa del Sol lebt und sein Geld mit Drogenhandel in mittelgroßem Stil verdient.
Die Costa del Sol galt in den frühen 1980er Jahren als Costa Del Crime (Küste des Verbrechens). Spanien lieferte zu dieser Zeit britische Gangster üblicherweise nicht an Großbritannien aus.
Da Frankie sich als besonders ehrlich erweist und die Tasche nicht öffnet, findet Charlie an ihm Gefallen. Frankie lernt Charlies Geschäftspartner einschließlich des Psychopathen Sammy kennen, der ihn von Anfang an hasst. Charlie bittet Frankie darum, in Spanien zu bleiben, da die Bande einen Fahrer benötigt. Man bietet ihm ein aufregendes Leben mit Sonne, Drogen, Kriminalität und Frauen an. Frankie will sowieso nicht wieder zurück nach London, wo er das Leben eines Niemands führen würde. Er bleibt und beteiligt sich an einer Mordaktion, bei dem die Bande verfeindete niederländische Gangster ermordet. Frankie wird in das Geschäft des Schmuggels von Cannabis „Auf der Straße von Gibraltar“ in Marokko eingeweiht. Frankie verliebt sich in Carly, die Frau vom Partner Sammy, was ihn in eine schwierige Situation bringt: Der gewalttätige Sammy würde ihn, ohne zu zögern, ermorden, wenn er eine Affäre begänne. Das Geschäft läuft sehr gut, die Tatsache, dass marokkanische Schmuggelkinder gelegentlich von der Polizei erschossen werden, verdrängt Frankie. Eifersüchteleien, Geldgier und Kokainsucht innerhalb der Bande führen zu erheblichen Spannungen und Charlie und Sammy trennen sich schließlich. Später beschließen Charlie und Frankie anstatt Cannabis Kokain zu importieren, obwohl der kriminelle Bürgermeister beide zuvor gewarnt hat, dies zu tun. Charlie und Frankie gehen Geschäftsbeziehungen mit Kolumbianern ein und verdienen ein Vermögen. Schließlich werden Charlie und Frankie jedoch von der Polizei gesucht und müssen fliehen.
Ein paar Jahre später (sechs Monate vor der 'Echtzeit'-Erzählung), sind Frankie und Charlie obdachlos und völlig abgewrackt. Sie sind zu Schlägertypen geworden, die im Laufe der Handlung einen Waschsalon überfallen, um überleben zu können. Frankie trifft sich mit Carly und erzählt ihr vom Plan, einen letzten Deal zu machen. Er holt Sammy von zuhause ab, nachdem Carly Sammy zuvor eine Pistole mit leerem Magazin zugesteckt hat. Als später Sammy versucht, Frankie zu erschießen, wird er wiederum von ihm mit einem Stein attackiert. Im gleichen Moment taucht die spanische Polizei auf und Frankie flieht durch einen Abwasserkanal, während Sammy von der Polizei erschossen wird. Als Frankie aus der Kanalisation klettert, wartet Carly bereits auf ihn. Frankie entdeckt eine Pistole in ihrer Tasche und wird sich bewusst, dass er ihr nicht trauen kann, woraufhin er Carly aus dem Auto wirft. Frankie fährt in den Sonnenuntergang davon.
Am Ende der Kinoversion wird aufgedeckt, dass Carly zurück zu ihren Eltern zog, Charlie als Türsteher in seiner alten Bar arbeitet und Sammy „zur Hölle gefahren“ ist. Frankie soll nach Hollywood gegangen sein.

## Weiteres
- The Business war 2005 nominiert für „Best Achievement in Production“ bei den British Independent Film Award,[1].
- Danny Dyer, Tamer Hassan und Roland Manookian hatten bereits ein Jahr zuvor in Nick Loves Film The Football Factory tragende Rollen gespielt.
- In der DVD-Version gibt es jedoch ein alternatives, für Gangsterfilme typisches Ende. In diesem wartet auf Frankie noch eine letzte Überraschung. Das Grenzpersonal bittet ihn, das Auto zu verlassen, um es zu untersuchen. Da er das Auto von Carly übernommen hat, steigt er, nichts Böses vermutend, aus. Doch plötzlich taucht wie aus dem Nichts Carly auf und sagt salopp zum Grenzpersonal, es solle mal den Ersatzreifen filzen.
- Der Schlusssatz, Frankie ging nach Hollywood, ist eine Anspielung auf den Bandnamen Frankie Goes to Hollywood.

## Kritik
„Mit Pop-Musik unterlegter, ruppiger Gangsterfilm. Eine schlichte, schnörkellos erzählte Story mit überzeugenden Darstellern.“

## Soundtrack
1. Duran Duran – Planet Earth
2. Frankie Goes to Hollywood – Welcome to the Pleasuredome
3. Mary Jane Girls – All Night Long
4. The Cult – Wild Flower
5. Loose Ends – Hangin’ on a String
6. Rick James – Ghetto Life
7. Blondie – Heart of Glass
8. Simple Minds – Don’t You (Forget About Me)
9. Martha and the Muffins – Echo Beach
10. The Buggles – Video Killed the Radio Star
11. A Flock of Seagulls – I Ran
12. Belouis Some – Imagination
13. David Bowie – Modern Love
14. Shannon – Let the Music Play
15. Talk Talk – It’s My Life
16. The Knack – My Sharona
17. Roxy Music – Avalon
18. Orchestral Manoeuvres in the Dark – Maid of Orleans
19. Adam and the Ants – Kings of the Wild Frontier
20. Blondie – Call Me